# Some Kind of Hero
Some Kind of Hero es una película de comedia dramática estadounidense de 1982 protagonizada por Richard Pryor como un veterano de la guerra de Vietnam que regresa ytiene problemas para adaptarse a la vida civil. Pronto se ve involucrado en un atraco del crimen organizado. Coprotagoniza a Margot Kidder y fue dirigida por Michael Pressman.
Aunque a James Kirkwood y Robert Boris se les atribuye conjuntamente el guion, el guion fue de hecho la reescritura de Boris de la adaptación de Kirkwood de su novela. Originalmente destinado a ser un drama puro, el estudio insistió en que Pryor también realizara escenas cómicas. Sin embargo, Pryor estuvo de acuerdo con la importancia del tono serio del guion y mantuvo una actuación dramática durante el rodaje.

## Argumento
Eddie Keller es un cabo de recluta del ejército de los Estados Unidos. Que fue capturado con los pantalones bajados. Estuvo recluido en un campo de prisioneros de guerra durante años. Debido a su resistencia a firmar una confesión admitiendo haber cometido crímenes de guerra, termina siendo uno de los últimos prisioneros de guerra que regresan de Vietnam. Keller soporta varios años de tortura y privaciones a manos del ejército de Vietnam del Norte. Finalmente cede a firmar una "confesión" admitiendo haber cometido crímenes de guerra para salvar la vida de su compañero de celda.
Al regresar a casa, Eddie descubre que el mundo ha seguido adelante sin él. Su esposa se enamoró de alguien nuevo y tuvo una hija, justo después de que él se convirtió en prisionero de guerra. Su madre ha sufrido un derrame cerebral y requiere atención médica constante (y costosa). Eddie inicialmente es llamado héroe cuando finalmente es liberado, pero cuando se descubre su confesión firmada, el Departamento de Asuntos de los Veteranos de los Estados Unidos. Suspende los beneficios de su veterano en espera de una mayor investigación.
Eddie intenta reintegrarse a la sociedad, pero se encuentra detenido a cada paso. El Ejército se niega a ayudar, no puede encontrar trabajo y se le acaban las opciones. El único punto positivo de su vida es Toni, una prostituta de alto precio que recoge a Eddie en un bar. A pesar de la profesión de Toni, los dos comienzan un romance.
Mientras intenta obtener un préstamo, Eddie es testigo de un robo a un banco. Comienza a tramar una forma de obtener los fondos que necesita para mantener a su madre, y también para vengarse de un sistema que lo abandonó en Vietnam y luego lo convirtió en un traidor.
Eddie planea asaltar un banco, pero fracasa repetidamente en sus esfuerzos por embarcarse en una vida delictiva. Finalmente, logra robar un maletín lleno de bonos, que arregla para vender a un mafioso por $ 100,000. Los mafiosos planean matar a Eddie y tomar las ataduras. Eddie le da la vuelta a los mafiosos y los arresta en su hotel.
Atrapado, Eddie llama a Toni, confiesa sus crímenes y le dice que se entregará. Ella le ruega que escape con ella y confiesan sus sentimientos el uno por el otro. Mientras la policía evacua el edificio, Eddie decide enfrentarse a ellos con su uniforme del ejército. Para su sorpresa, los oficiales son muy patriotas y asumen que él no es su sospechoso. Luego lo sacan de la escena, donde Toni llega y lo recoge con los $ 100,000 y los bonos.
En una de las escenas finales, se ve a un empleado del banco entregando un sobre grande a un hombre en una oficina. El sobre tiene la dirección del banco y está marcado como para la atención del presidente del banco. El hombre abre el paquete y encuentra los bonos que les habían robado y una nota del personaje de Pryor que dice "Gracias por el préstamo".

## Reparto
- Richard Pryor como Eddie Keller
- Margot Kidder como Toni Donovan
- Ray Sharkey como Vinnie
- Ronny Cox como el coronel Powers
- Lynne Moody como Lisa
- Paul Benjamin como Leon
- Olivia Cole como Jesse
- Matt Clark como Mickey

## Producción
La película había estado en desarrollo durante varios años. Finalmente, Richard Pryor accedió a hacerlo.

## Recepción
La película obtuvo críticas mixtas, sintiendo que la comedia era insatisfactoria, pero elogió los comentarios sociales de los veteranos de Vietnam que se sentían abandonados por la sociedad, y fue un éxito menor en la taquilla.